# Matúš Štoček
Matúš Štoček (Veľké Rovné, 12 marzo 1999) è un ciclista su strada slovacco che corre per il team Elkov-Kasper. È attivo in formazioni UCI dal 2019.

## Palmarès

### Strada
- 2016 (Juniores)

3ª tappa Trofeo Karlsberg (Reinheim > Reinheim)
Campionati slovacchi, Prova a cronometro Junior
Campionati slovacchi, Prova in linea Junior
- 2017 (Juniores)

Campionati slovacchi, Prova a cronometro Junior
Campionati slovacchi, Prova in linea Junior
- 2018 (Petroli Firenze-Hopplà-Maserati, due vittorie)

Campionati slovacchi, Prova a cronometro Under-23
Campionati slovacchi, Prova in linea Under-23
- 2023 (ATT Investments, due vittorie)

Campionati slovacchi, Prova a cronometro
Campionati slovacchi, Prova in linea

#### Altri successi
- 2016 (Juniores)

Classifica scalatori Trophée Centre Morbihan
Classifica giovani Tour du Pays de Vaud
- 2021 (Topforex-ATT Investments)

Classifica a punti Tour du Pays de Montbéliard
- 2022 (ATT Investments)

Classifica traguardi volanti Baltic Chain Tour
- 2023 (ATT Investments)

Classifica generale Medzinárodné cyklistické preteky Trenčianskym regiónom
Classifica a punti Tour de Hongrie

### Pista
- 2018

Campionati slovacchi, Corsa a punti

## Piazzamenti

### Competizioni mondiali
- Campionati del mondo

Doha 2016 - In linea Junior: 49º
Bergen 2017 - In linea Junior: 21º
Innsbruck 2018 - Cronometro Under-23: 53º
Innsbruck 2018 - In linea Under-23: ritirato
Yorkshire 2019 - In linea Under-23: 29º
Fiandre 2021 - In linea Under-23: 24º
Wollongong 2022 - In linea Elite: 64º
Glasgow 2023 - In linea Elite: ritirato

### Competizioni europee
- Campionati europei

Plumelec 2016 - Cronometro Junior: 30º
Plumelec 2016 - In linea Junior: 14º
Herning 2017 - In linea Junior: 17º
Zlín 2018 - Cronometro Under-23: 40º
Zlín 2018 - In linea Under-23: ritirato
Alkmaar 2019 - In linea Under-23: ritirato
Trento 2021 - In linea Under-23: ritirato
Monaco di Baviera 2022 - In linea Elite: 35º
Drenthe 2023 - In linea Elite: non partito
- Giochi europei

Minsk 2019 - In linea: 35º